# Jaroslav Vožniak

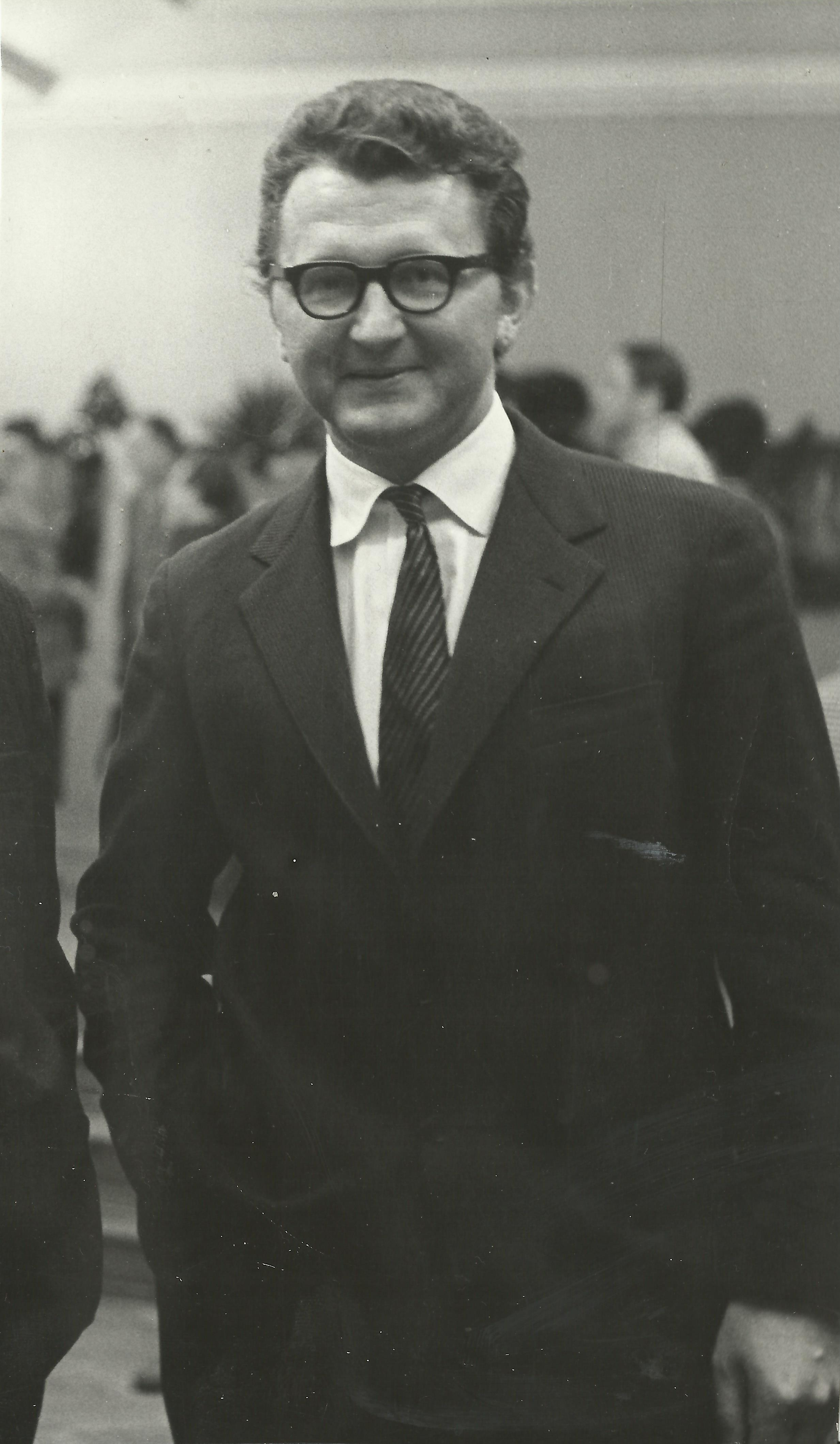
Jaroslav Vožniak

Jaroslav Vožniak (* 26. April 1933 in Suchodol ; † 12. Mai 2005 in Prag-Zbraslav) war ein tschechischer Maler, Bildhauer und Grafiker. Er galt als einer der wichtigsten Vertreter der tschechischen Pop-Art.

## Leben
Vožniak, ein gelernter Lithograf, studierte von 1951 bis 1959 an der Akademie für Kunst, Architektur und Design (VŠUP) in Prag bei Karel Svolinský und von 1954 bis 1959 an der Prager Akademie der bildenden Künste (AVU) bei Vladimír Silovský. Gemeinsam mit Bedřich Dlouhý, Jan Koblasa und Karel Nepraš gründete er die Künstlergruppe „Šmidrové“.
Im Tschechischen Museum der bildenden Künste in Prag (ČMVU) sind mehrere seiner Werke ausgestellt.